# Houba (nápoj)
Houba je alkoholický koktejl původem ze Španělska, kde se mu říká Calimocho. Jeho vznik se datuje kolem roku 1970 v Baskicku a nyní je oblíben převážně mládeží v celém Španělsku.
Drink se pije převážně na ulici či pláži, kde se mládež schází s vlastním alkoholem, čemuž se říká Botellón. V některých barech se tento drink servíruje ve specifickém namrazeném džbánu zvaném Porron.

## Ingredience
- 1/2 červeného vína
- 1/2 coly
- kostky ledu (volitelně)

## Příprava
Do sklenice se přidá led a na něj se nalijí stejné díly červeného vína a koly.

## Název
Podle legendy vznikl název Kalimotxo během baskitských slavností Puerto viejo. Prodejci vína v jednom ze stánků zjistili, že jejich víno je zkyslé, a tak se jim ho nedařilo prodávat. Proto se ho rozhodli smíchat s kolou a pojmenovali jej podle přezdívek dvou přátel Kalimero (podle postavy kuřete) a Motxo. Během dalších let se tento název rozšířil do celého Španělska.
Drink byl již však i dříve znám pod různými názvy jako Rioja Libre nebo Cuba Libre del pobre (pro chudé). V Barceloně byl tento drink znám pod jménem El Cubata Gitano.